# 弗朗西斯科·若澤·滕雷洛
弗朗西斯科·若澤·滕雷洛（葡萄牙語：Francisco José Tenreiro，1921年1月20日—1963年12月31日），葡屬聖多美普林西比诗人、小说家、地理学家。

## 生平
弗朗西斯科·若澤·滕雷洛于1921年出生在葡屬聖多美普林西比圣多美，其父亲是种植园的黑人合同工埃米迪奥·若泽·滕雷洛（Emídio Vasques Tenreiro），母亲则是葡萄牙白人出身的农场管理员卡尔洛塔·玛丽亚·阿梅莉娅（Carlota Maria Amélia）。滕雷洛两岁时就被父亲送往里斯本，由姨母照顾，並先后完成了小学和中学的学业，在求学期间，他爱好文學，15岁时就与佛得角作家若热·巴尔博萨、巴尔塔萨尔·洛佩斯、曼努埃尔·洛佩斯等人创办了《光明》，並以此为阵地，发表倡导民族自决、批判葡萄牙殖民统治的文章，之后他成为学者奥兰多·里贝罗的学生，主修地理学，随即进入伦敦与里斯本海外政治与社会科学学院深造，並最终成为一名地理学者，迎娶葡萄牙人为妻，在执教期间，他曾创作诗歌，亦曾多次回到家乡圣多美岛考察，並最终发表了地理学著作《圣多美岛》。1963年12月31日，滕雷洛在里斯本逝世。

## 文學
滕雷罗以葡萄牙语创作，並以诗歌见长，多反映非洲黑人在殖民统治下的艰苦生活，1942年发表的长诗《圣名岛》（Ilha do Nome Santo）是他的代表作，该作的问世也标志着圣多美和普林西比文學迈入现代，其诗歌作品均收录于1967年出版的《诗歌集》中。除此之外，他还著有短篇小说集《席尔瓦·科斯塔的传奇》、学术著作《圣多美岛》、《欧洲和黑非洲之间的对话》和《北美文学全景》（Panorâmica da Literatura Norte-Americana）等。滕雷罗亦关心其他以葡语创作的黑人文學家，曾在1953年参与编纂《葡语表达的黑人诗篇》（Poesia Negra de Expressão Portuguesa）。

## 评价与纪念
滕雷罗在家乡圣多美和普林西比受到广泛纪念，以其命名的“弗朗西斯科·若澤·滕雷洛書室”曾是该国唯一的图书馆，2002年，聖多美和普林西比國家圖書館落成後，馆内的文學专区被命名为“弗朗西斯科·若澤·滕雷洛文学室”以向他致敬，其頭像也被印在100,000圣多美和普林西比多布拉的正面，聖多美普林西比國內還有以他命名的文學獎。